# Зачистка в станице Бороздиновской
Зачистка в станице Бороздиновской — нападение, совершённое военнослужащими батальона МО РФ «Восток» 4 июня 2005 года на жителей станицы Бороздиновской Шелковского района Чеченской Республики, в ходе которого были совершены массовые нарушения прав человека и военные преступления. В ходе нападения были совершены убийства, пытки, похищения людей и уничтожение личного имущества граждан. Данная ситуация названа «этнической зачисткой» из-за того, что подавляющее большинство пострадавших — аварцы, представители народа, проживающего на территории соседнего Дагестана, а нападавшие — чеченцы.
Предысторией событий послужило убийство в станице лесника — отца одного из бойцов батальона, а также нападение на главу администрации станицы.

## Ход зачистки
4 июня 2005 года в станицу на двух БТРах и 20 автомашинах прибыло около сотни бойцов батальона «Восток». Рассредоточившиеся по станице бойцы врывались в дома, грабя и избивая, стали сгонять жителей аварской и русской национальностей во двор школы. Все мужчины были связаны и уложены лицом к земле во дворе школы, на котором они провели 6 часов под проливным дождём, подвергаясь избиениям. Позже вызванные пофамильно 11 человек (10 аварцев и 1 русский) были увезены в неизвестном направлении.
В 22:00, загнав мужчин в спортзал школы, бойцы покинули станицу.

## Итог зачистки
В результате зачистки было сожжено 4 дома: два дома № 9 и № 11 по улице Ленина, принадлежавшие Назирбеку Магомедову и его сыну Саиду; дом № 10 по улице Маяковского — Камиля и Зарахан Магомедовых и дом по улице Набережная, принадлежавший семье Магомазовых, в руинах которого позже были найдены кости, принадлежавшие скорее всего Магомазу Магомазову, 77 лет.
Кроме того, были уведены 11 человек, которых больше никто не видел:
1. Абакар Абдурахманович Алиев, 1982 г. р., житель станицы Бороздиновской;
2. Магомед Тубалович Исаев, 1969 г. р., житель станицы Бороздиновской;
3. Ахмед Рамазанович Курбаналиев, 1978 г. р., житель села Чаатли Цунтинского района Республики Дагестан;
4. Магомед Рамазанович Курбаналиев, 1982 г. р., житель села Чаатли Цунтинского района Республики Дагестан;
5. Ахмед Пейзулаевич Магомедов, 1977 г. р., житель села Малая Арешевка Кизлярского района Республики Дагестан;
6. Мартух Аслудинович Умаров, 1987 г. р., житель станицы Бороздиновской;
7. Эдуард Вячеславович Лачков, 1986 г. р., житель города Кизляра Республики Дагестан;
8. Ахмед Абдурахманович Магомедов, 1979 г. р., житель станицы Бороздиновской;
9. Камиль Магомедов, 1955 г. р., житель станицы Бороздиновской;
10. Шахбан Назирбекович Магомедов, 1965 г. р., житель станицы Бороздиновской;
11. Саид Назирбекович Магомедов, 1960 г. р., житель станицы Бороздиновской;

## Расследование
5 июня из суточной сводки МВД Чеченской Республики стало известно, что в дежурную часть поступило сообщение оперативного дежурного Шелковского РОВД о проведении спецоперации батальоном МО РФ «Восток».
6 июня (через день после происшествий) в станицу прибыли сотрудники военной прокуратуры Чеченской Республики и многие из пострадавших написали заявления с просьбой провести расследование. После отъезда сотрудников прокуратуры пожилые жители станицы случайно обнаружили клочки своих заявлений.
8 июня вечером около 150 жителей станицы перекрыли федеральную трассу «Кавказ» (М29), требуя освободить похищенных жителей станицы. С протестующими встретились представители Кизлярского РОВД, МВД Дагестана и республиканского правительства. После переговоров дорога была разблокирована.
14 июня в пепле сожжённого 4 июня дома по улице Ленина, дом 11, принадлежавшего Назирбеку Магомедову, местные жители случайно обнаружили обгоревшие человеческие кости. Данные кости были собраны в четыре больших полиэтиленовых пакета вызванными сотрудниками милиции.
16 июня 230 семей аварцев отправились в Дагестан, погрузив свои вещи и перегоняя скот. В итоге они остановились прямо около границы, образовав палаточный лагерь «Надежда», и начали просить руководство Дагестана выделить им земли для поселения.
22 июня, после посещения станицы полпреда Дмитрия Козака, Генпрокуратурой РФ было возбуждено уголовное дело по двум статьям Уголовного кодекса РФ — «похищение людей» и «вымогательство» в связи с данными событиями.
24 июня стало известно, что всего бежали 1144 жителя станицы, из которых 327 детей. Для размещения переселенцев были использованы семь сорокаместных и четыре двенадцатиместные палатки, а также 262 тента. Питание организовали благотворительные организации, молочный завод Кизляра, поступали пожертвования от мечетей и частных лиц. В станице оставалось только 77 семей.
В октябре 2005 года Грозненский гарнизонный военный суд приговорил командира группы бойцов батальона «Восток» — лейтенанта Мухади Азиева к трём годам лишения свободы условно. Действия Азиева были квалифицированны как превышение должностных полномочий.

### Реакция
22 июня 2005 года полномочный представитель президента в Южном федеральном округе Дмитрий Козак встретился в Чечне с шестью жителями станицы, родственники которых пропали без вести. Он пообещал, что «все обстоятельства случившегося будут тщательно расследованы и все виновные понесут наказание в соответствии с законом, невзирая на чины, должности и былые заслуги». Полпред заявил: 
«Если кто-то думает, что мы позволим издеваться над мирным населением, он глубоко заблуждается».
В тот же день президент Чечни Алу Алханов отправил в отставку Хусейна Нутаева — главу администрации Шелковского района.
Николай Хазиков, руководитель оперативно-следственной группы главного управления Генпрокуратуры по Южному федеральному округу, заявил, что сообщения о найденных останках людей не соответствуют действительности, чем вызвал негодование жителей станицы.
Командующий 42-й мотострелковой дивизии генерал-майор Сергей Суровикин: 
«Разговоры о похищении батальоном „Восток“ жителей Бороздиновской не имеют под собой никакой почвы и направлены на то, чтобы раскачать политическую ситуацию и опорочить честь и имя честного кадрового офицера, Героя России подполковника Ямадаева» (интервью программе «Вести-Дагестан» 16 июня).

23 июня командир батальона «Восток» Сулим Ямадаев дал интервью дагестанской газете «Черновик»: 
«Клянусь Аллахом, я никогда в Бороздиновской не был. Думаю, всё это — запланированная акция, чтобы очернить меня и сделать врагом дагестанцев»

08.08.05 г. командир батальона «Восток» Сулим Ямадаев: 
«Я уже говорил, что во время зачистки в Бороздиновской мой батальон выполнял боевую задачу в 80 километрах от этого села. У меня есть боевое распоряжение. В Бороздиновскую батальон не заходил. Потом я выяснил, что несколько человек самовольно поехали в Бороздиновскую, чтобы найти шайтанов, которые убили лесника. Это село ваххабитское, оно с начала войны этим известно. Они думали, что местные им сами расскажут, кто убил лесника. Проверяли документы у людей, задавали вопросы, а потом уехали. Но они никого не убивали и не беспредельничали. Мои ребята рассказывали мне, что, когда уходили из села, слышали, как там начали стрелять. После ухода моих бойцов пришел кто-то ещё. Ваххабиты могли сидеть в засаде и ждать, когда мои ребята уйдут.»

Руководитель Регионального оперативного штаба по управлению контртеррористической операцией на Северном Кавказе генерал-полковник Аркадий Еделев 
«Спецоперации проводятся по боевым приказам, которые подписываю и я, а я такой приказ не подписывал. Прокуратура изъяла все документы в батальоне 'Восток', в них тоже такого приказа нет».
Рамзан Кадыров
«Я намерен воевать с теми структурами, которые будут проводить в населенных пунктах Чеченской Республики операции, подобные Бороздиновской. Отныне я объявляю им войну… Ямадаев — только командир одного из подразделений и не уполномочен самостоятельно проводить спецмероприятия. Он лишь выполняет приказ командующего группировкой, а приказа на проведение спецоперации в Бороздиновской региональный оперативный штаб не подписывал».